# Округ Санта Круз (Аризона)
Округ Санта Круз (енгл. Santa Cruz County) је округ у америчкој савезној држави Аризона. По попису из 2010. године број становника је 47.420. Седиште округа је град Ногалес.

## Демографија
Према попису становништва из 2010. у округу је живело 47.420 становника, што је 9.039 (23,6%) становника више него 2000. године.
| Група             | 2000.          | 2010.          |
| Белци             | 6.835 (17,8%)  | 7.564 (16,0%)  |
| Афроамериканци    | 145 (0,4%)     | 179 (0,4%)     |
| Азијати           | 201 (0,5%)     | 255 (0,5%)     |
| Хиспаноамериканци | 31.005 (80,8%) | 39.273 (82,8%) |
| Укупно            | 38.381         | 47.420         |